# Der Nähkreis
Als Der Nähkreis (The Sewing Circle) wurde ein privater Zusammenschluss homosexueller und bisexueller Frauen in Hollywood bezeichnet. Er existierte während der sogenannten goldenen Ära in den 1920er bis 1950er Jahren. Ihm gehörten Filmidole wie Greta Garbo, Marlene Dietrich, Joan Crawford und Barbara Stanwyck sowie die Dichterin und Drehbuchautorin Mercedes de Acosta an. Der Kreis existierte im Verborgenen, denn der Sittenkodex in Hollywood erlaubte zu dieser Zeit weder die filmische Darstellung von Homosexualität (Production oder Hays Code) noch das öffentliche Ausleben homosexueller Orientierung. Insbesondere den Hauptakteurinnen wurde dies durch entsprechende Vertragsklauseln untersagt. Der Nähkreis ähnelte der Bloomsbury Group, der auch Virginia Woolf und Vita Sackville-West angehörten.

## Hollywood
Hollywood mit seinen großen Filmstudios wie MGM, Paramount Pictures, 20th Century Fox und Warner Brothers galt zur damaligen Zeit als Synonym für Erfolg, Glanz und Glamour in der Filmindustrie. Die Studios und ihre Schauspielerinnen und Schauspieler unterlagen jedoch strengen Regeln, die entweder vertraglich festgelegt und/oder gesellschaftlich im Hinblick auf den kommerziellen Erfolg vorgegeben waren und sich im Lauf der Jahrzehnte noch verschärften.

### Diewilden1920er Jahre
Der Arbuckle-Fall und andere in den Augen der Öffentlichkeit skandalöse Vorfälle in der Riege der damaligen Filmstars alarmierten die Filmstudios. Die Studios nahmen Moralklauseln in die Verträge auf, die Vertragsannullierungen vorsahen, sofern ihr Privatleben in irgendeiner Form öffentlich ruchbar geworden war. Um weitere Imageschäden abzuwenden, wurde 1922 Will H. Hays als Geschäftsführer des Verbandes der Motion Pictures Producers and Distributors of America (Filmproduzenten und -verleiher Americas) bestellt und mit der Generalvollmacht ausgestattet, die Moral in der Filmindustrie zu kontrollieren. Der von Hays eingeführte Motion Picture Production Code – der brancheninterne Selbstzensurkodex – war radikal und sehr konkret. Ein direkter Bezug in der Filmhandlung zur Homosexualität war beispielsweise verboten. Das Aufkommen des Tons stellte eine zusätzliche vermeintliche Bedrohung für die Moral der amerikanischen Öffentlichkeit dar, denn was bisher in den Stummfilmen nur durch eine Pantomime von Gesten, Wink und Andeutungen ausgedrückt werden konnte, wurde nun hörbar.

### Die 1930er Jahre
Emma Goldmann und Edith Ellis traten in jenen Jahren zwar lautstark und rebellisch für Frauenrechte und das Frauenwahlrecht ein, die sapphische Liebe wurde jedoch allenfalls unter vorgehaltener Hand erwähnt. In der konfessionsunabhängigen National Legion of Decency stellten gerade die Frauen die Mehrheit und setzten die 1932 durchgesetzte Straffung und 1934 nochmals Verschärfung des Production Code durch, der jede Form der filmischen Darstellung von Homosexualität verbot.
Greta Garbo, Marlene Dietrich und Joan Crawford waren im Film die Femmes fatales, die das breite Spektrum sexueller Anzüglichkeiten perfekt zu kultivieren wussten und ihre androgynen Züge mit Männerkleidung unterstrichen; offene Sexszenen oder non-konforme Gefühle waren jedoch beim breiten Publikum unerwünscht. Ob lesbisch oder schwul: Es war üblich – ob im Film oder privat – zu heiraten. Hollywoods Lesbierinnen suchten Schutz und gesellschaftliche Akzeptanz in sogenannten Lavendel-Ehen mit Schauspielern, die oft selbst homosexuell waren. Ein klassisches Beispiel anderer Art ist Marlene Dietrichs unorthodoxe Ehe mit Rudolf Sieber, der 37 Jahre mit einer anderen Frau zusammenlebte.
Sowohl in der belletristischen wie auch in der medizinischen Fachliteratur der dreißiger Jahre werden Lesbierinnen als neurotische, tragische und absurde Figuren dargestellt. Dieses Bild war unvereinbar mit dem Bild der in den Filmen unterschwellig propagierten Sexgöttin. Im Gegensatz zur gegenwärtigen Literatur wurde Homosexualität verschwiegen oder dementiert; jedoch auch heute gilt Homosexualität in der Filmbranche nicht als Aushängeschild, sondern wird vielfach als Möglichkeit hingestellt. Zur Ironie der Filmwelt gehört, dass Greta Garbo dadurch, dass sie ihre Neigungen verbergen musste, ihren Nimbus des Geheimnisvollen und Reizvollen nur noch erhöhte.

### McCarthy-Ära
Ab 1938 wurde die Situation für Homosexuelle, die aufgrund ihres Lebensstils und ihrer sexuellen Ausrichtung nicht dem normal way of life entsprachen, noch schwieriger. Das Komitee für unamerikanische Umtriebe war ein 1938 eingerichtetes Gremium im Repräsentantenhaus der USA. Es verfolgte ursprünglich das Ziel, solche Personen aus Ämtern der öffentlichen Verwaltung zu verweisen, die subversiven Tätigkeiten für fremde Mächte nachgingen. Es wurde erst 1975 aufgelöst; bis dahin galt Homosexualität als potentielle Gefahrenquelle für Unterwanderung und als Möglichkeit, unbequeme Personen zu entfernen. Die Filmszene Hollywoods fürchtete genauso auf McCarthys blacklist zu landen wie alle anderen in der Öffentlichkeit stehenden Personen, die unter besonderer Beobachtung des HUAC waren.

## Der Kreis
Hollywood ist ein Vorort von Los Angeles mit heute etwa 300.000 Einwohnern. Die damaligen US-amerikanischen Filmproduktionen und auch die Außenaufnahmen fanden in den und in unmittelbarer Nähe der großen Studios statt. Der überwiegende Teil der Filmstars und der Filmautoren lebte während der Goldenen Ära deshalb in und im Umkreis von Hollywood. Private Angelegenheiten behielt man gegenüber der Öffentlichkeit zwar für sich, untereinander gab es jedoch keine Geheimnisse. Der Ursprung der Bezeichnung Nähkreis oder auch Nähclub ist umstritten. Fest steht jedoch, dass Alla Nazimova (Patentante von Nancy Reagan) den Begriff Mitte der zwanziger Jahre als Bezeichnung für einen sapphischen Kreis verwendete, dem ihre Geliebte, Wildes Nichte Dorothy, verschiedene Schauspielerinnen und Autorinnen angehörten. Zehn Jahre später spielte der Begriff Der Nähkreis auf die Gruppe von Frauen an, die sich um Marlene Dietrich zusammengefunden hatte, und wurde dann zunehmend zum Synonym für ein loses Netzwerk lesbischer oder bisexueller Frauen der darstellenden Künste. Seine Mitglieder legten Wert auf Diskretion. Deshalb verlustierte man sich in der Regel unter sich im privaten Rahmen und seltener in einschlägigen Bars wie dem Big House am Hollywood Boulevard oder der Lakeshore Bar in der Nähe des heutigen MacArthur-Parks, wo die gemeine Lesbe verkehrte. Begriffe wie „lesbisch“ oder „Lesbierin“ (Begriffe, die noch weit in die sechziger Jahre hinein nach den Zensurbestimmungen der amerikanischen Filmindustrie auf dem Index standen) waren allerdings auch hier größtenteils verpönt. Frauen, die Frauen liebten, zogen eine schwammigere Terminologie vor oder bemühten sich, die Sache gar nicht erst beim Namen zu nennen. Für viele waren ihre Beziehungen besondere, vereinzelte Erscheinungen, denen sie notgedrungen gerne den Anstrich rein platonischer Freundschaften gaben. Nur einige wenige aus dem „Milieu“ wurden zu offenen Hauspartys eingeladen.
1932 veröffentlichte Vanity Fair dennoch Fotos von Garbo und Dietrich unter der Überschrift Beide Mitglieder desselben Clubs. Andere Zeitschriften bezeichneten den MGM-Star Garbo und ihre Paramount-Kollegin Dietrich als Gentleman der Herzen. Dies blieben jedoch Ausnahmen, denn die Publicitychefs der Studios wie Howard Strickling bei MGM, Perry Lieber bei Paramount und Harry Brand bei Fox kreierten mit gezielten Meldungen in der Presse das Image ihrer Schützlinge. Der legendäre Garbo-Satz „Ich möchte allein sein“ stammte beispielsweise nicht etwa von ihr selbst, sondern war eine Erfindung des MGM-Werbeagenten Pete Smith. Aufkommende Gerüchte möglicher Homosexualität wurden gleichfalls mit Informationen über Affären und Beziehungen mit männlichen Schauspielerkollegen (in der Regel ein und desselben Studios) neutralisiert.

## Bekannte Paare
- Greta Garbo und Mercedes de Acosta
Die Schauspielerin und die Drehbuchautorin lernten sich 1929 in Hollywood kennen. Die Beziehung scheiterte letztendlich daran, dass Greta Garbo gezielt jeden Anschein vermied, mit jemandem zusammen zu sein. Sie war zu der Zeit der bestbezahlte Star von MGM und gilt auch heute noch als die unnahbare Göttliche.

- Marlene Dietrich und Mercedes de Acosta

- Marlene Dietrich und Claudette Colbert

- Joan Crawford und Katharine Cornell
Crawford war drei Jahre jünger als Garbo und verheiratet mit Douglas Fairbanks Jr., sexuell beiden Geschlechtern gegenüber sehr offensiv und hatte neben vielen Männern zahlreiche weibliche Geliebte. Katharine Cornell war verheiratet mit dem Broadway-Produzenten Guthrie McClintic.

- Joan Crawford und Marilyn Monroe

- Barbara Stanwyck und Joan Crawford 
Verheiratet mit Frank Fay, begann Barbara Stanwyck eine Affäre mit Joan Crawford  und soll auch versucht haben, Bette Davis bei den gemeinsamen Dreharbeiten zu A star is born zu verführen.

- Barbara Stanwyck und Ava Gardner

- Dorothy Arzner und Marian Morgan
Regisseurin und Tänzerin

- Tallulah Bankhead und Mae West